# DONAR
DONAR — немецкая самоходная артиллерийская установка, разработана немецкой компанией Krauss-Maffei Wegmann совместно с европейским подразделением General Dynamics Land Systems. САУ является дальнейшим развитием программы Artillery Gun Module. Комплекс предназначен для замены находящихся на вооружении традиционных артиллерийских комплексов (например, M109, AS-90, и т. д.). Артиллерийский комплекс отвечает растущим требованиям ведения точного огня с закрытых позиций. Он может усилить или даже заменить операции непосредственной воздушной поддержки, проводимые самолетами или вертолетами.

## Описание конструкции
Комплекс имеет высокую маневренность. Он создан на базе варианта боевой машины пехоты ASCOD 2. Экипаж из двух человек (водитель и командир) размещен отдельно от автоматической пушки. Комплекс управляется из кабины водителя, имеющей усиленную защиту. Благодаря этому повышается живучесть и обеспечивается возможность высокой скорострельности и маневренности. Живучесть комплекса усилена благодаря как низкой посадке, так и защите кабины от огнестрельного оружия и осколков артиллерийских и минометных снарядов. Комплекс отвечает высоким требованиям стандартов НАТО по уровню защиты.
Общий вес комплекса составляет менее 35 тонн, что обеспечивает возможность её перевозки в транспортном самолёте Airbus A400M или аналогичном воздушном транспорте такой же грузоподъёмности.

## Вооружение
Артиллерийский модуль с реализацией полного дистанционного управления оснащён 155-мм орудием, обеспечивая современную огневую мощь, аналогичную той, что имеет гаубица PzH 2000. Максимальная дальность стрельбы комплекса DONAR превышает 56 км. Боекомплект состоит из 30 снабжённых взрывателем 155-мм снарядов и соответствующего числа модулей заряда. Несмотря на существенное снижения массово-габаритных показателей, модуль пушки функционирует без какой-либо дополнительной стабилизации и обеспечивает вращение в горизонтальной плоскости на 360 градусов. Кроме того, автономный комплекс DONAR дает возможность сделать решительный шаг вперед в создании сети централизованного командования и управления. В распоряжении комплекса также присутствует точнейшая система навигации, автоматизированная система управления огнём, автоматическая система заряжания с боекомплектом, система обнаружения огня и автоматического пожаротушения, коллективное средство защиты от ОМП.